# Chiesa di Santo Spirito e Concezione
La chiesa del Santo Spirito e Concezione è la parrocchiale del quartiere di Zinola della città di Savona. Essa è posizionata al centro del Borgo al bivio tra la strada principale via Aurelia che collega Vado Ligure a Savona e via Quiliano per il collegamento al cimitero ottocentesco e quindi a Quiliano

## Storia e descrizione

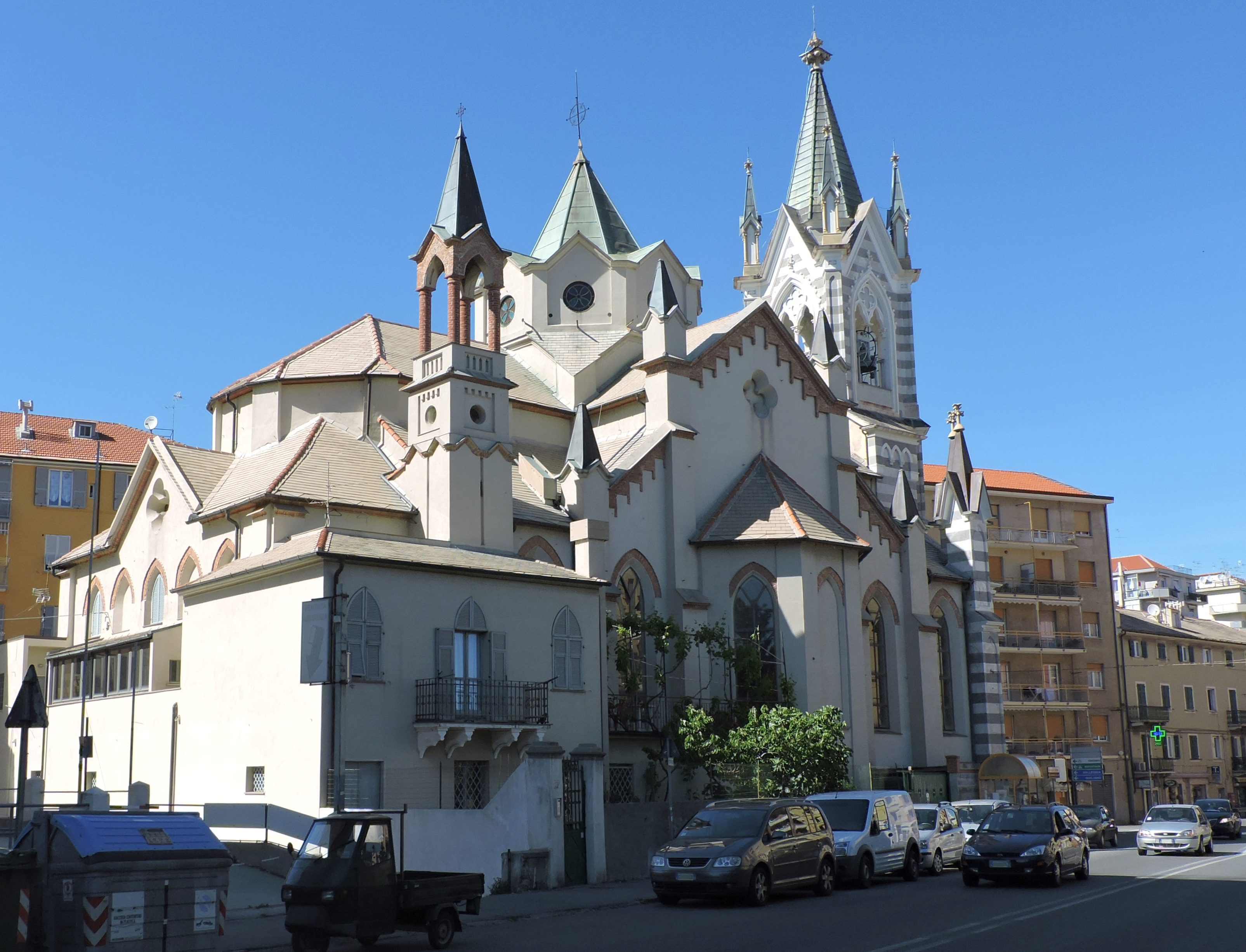
Vista d'insieme

L'edificio è caratterizzato dalla tipica colorazione ligure a strisce bianche e grigie. La chiesa è di costruzione ottocentesca mentre il campanile è stato completato (alzato) nei primi anni del XX secolo.

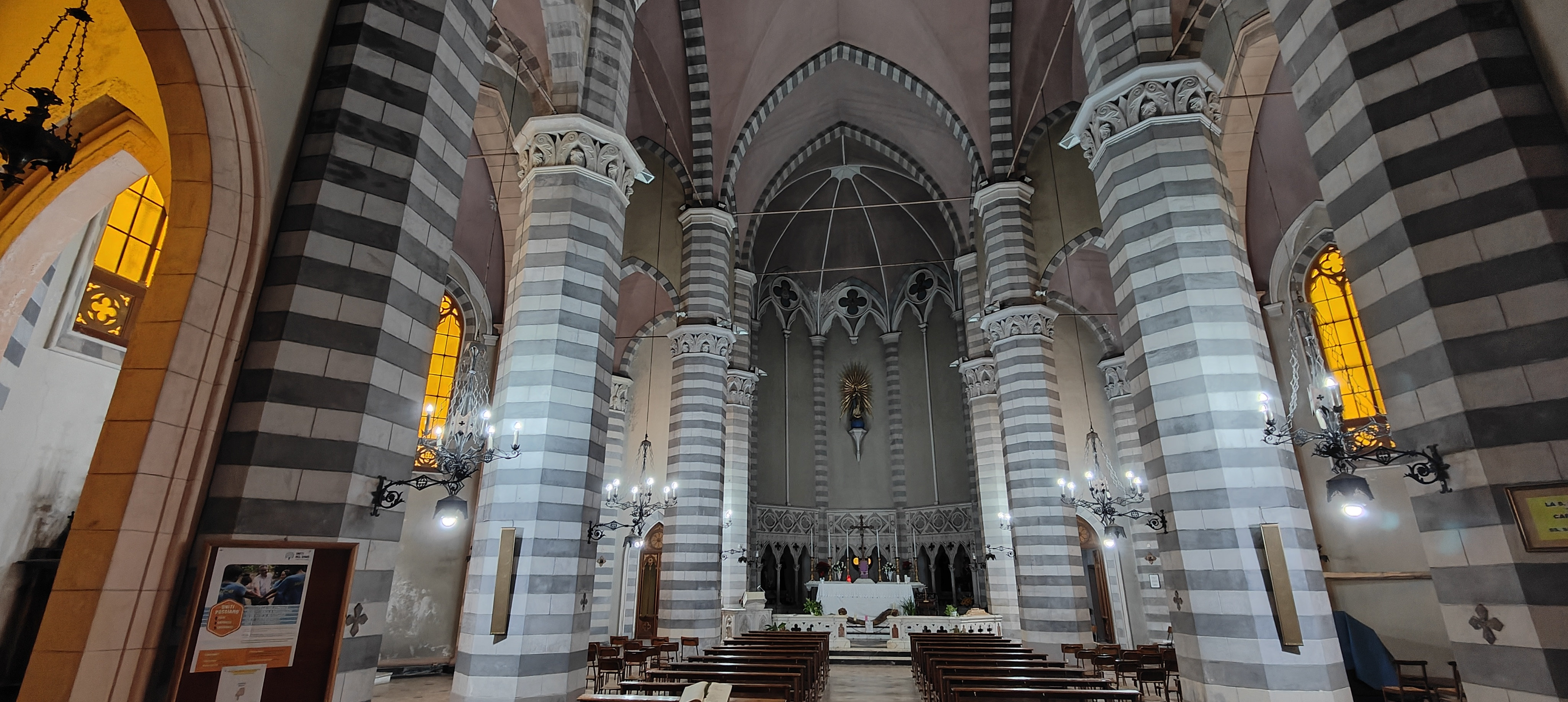
L'interno della chiesa

La chiesa è stata costruita con la creazione della parrocchia di Zinola nel 1873 (precedentemente dipendente dalla parrocchia di Legino) in sostituzione della preesistente chiesetta medioevale di Santo Spirito di costruzione medioevale che da allora è andata in decadenza.